# Blai Bonet
Blai Bonet i Rigo (* 10. Dezember 1926 in Santanyí auf Mallorca; † 21. Dezember 1997 ebenda) war ein spanischer Journalist, Dichter und Schriftsteller katalanischer Sprache.

## Leben
Blai Bonet wuchs in bescheidenen Verhältnissen als Sohn eines Landarbeiters auf. Er studierte acht Jahre am Priesterseminar von Palma de Mallorca, musste sein Studium aber wegen einer akuten Tuberkulose abbrechen. Ab 1947 hielt er sich im Sanatorium von Caubet in Banyoles auf dem katalanischen Festland auf und begann dort zu schreiben. Er verfasste mehrere Gedichtbände und den Roman El Mar (Das Meer), der 1958 erschien. In Barcelona verkehrte er in Intellektuellen- und Literatenkreisen und traf Salvador Espriu und Josep Pla. Seine Freunde unterstützten ihn finanziell und ermöglichten ihm den Aufenthalt in Bigues i Riells in den Bergen, wo das Klima seinen Lungen verträglicher war als an der Küste. Er schrieb weitere Romane wie Judes i la Primavera (1963), Gedichtbände und Theaterstücke. Während des Zweiten Vatikanischen Konzils berichtete er für spanische und südamerikanische Zeitungen aus Rom. Von 1966 bis 1969 hielt er sich in Tübingen auf, um theologischen Studien nachzugehen. 1972 zog er sich aus gesundheitlichen Gründen in seine Heimat zurück, lebte dort abgeschieden und geriet in literarische Vergessenheit. Dies änderte sich 1987, als sein Gedichtband El Jove erschien, für den er mehrere Preise erhielt. Hochgeehrt und ausgezeichnet starb er 1997 in seinem Heimatort.

## Werk
Stilistisch ist Bonets Prosa im Nouveau Roman anzusiedeln, der existenzialistische und experimentelle Mittel verwandt. Die Auseinandersetzung mit dem katholischen Glauben, die Krise durch seine chronische Tuberkulose und die Zerrissenheit durch seine Homosexualität bestimmen Bonets Werk.

## Bibliographie (Auswahl)
- 1940 – Quatre poemes de Setmana Santa (Gedichte)

- 1958 – El Mar (Deutsch: Das Meer, 2021) (Roman)
- 1963 – Judes i la Primavera (Roman)
- 1967 – L’Evangeli segons un de tants (Roman)
- 1972 – Mister Evasió (Roman)
- 1987 – El Jove (Gedichte)

## Auszeichnungen
- 1962: Premio Carles Riba
- 1963: Preis der Stadt Barcelona
- 1990: Georgskreuz (Creu de Sant Jordi) der Generalität von Katalonien